# Carole Laure
Pour les articles homonymes, voir Laure.
Carole Champagne, dite Carole Laure, est une chanteuse, actrice, réalisatrice, scénariste et productrice québécoise. Elle est née le 5 août 1948 à Montréal et est adoptée dans son jeune âge, par une famille de Shawinigan au Québec.

## Biographie
Carole Laure fait ses débuts d'actrice au cinéma, au Québec, avec le cinéaste Gilles Carle. Ils tournent sept films ensemble, parmi lesquels La Mort d'un bûcheron, La Tête de Normande St-Onge et Maria Chapdelaine. Elle interprète également deux films musicaux : Fantastica de Gilles Carle et Night Magic de Lewis Furey, coécrit par Leonard Cohen. Depuis 1977, elle mène en parallèle, en France et au Canada, une carrière d'actrice et de chanteuse. Elle a joué dans plus d'une trentaine de longs métrages, entre autres Préparez vos mouchoirs de Bertrand Blier, À mort l'arbitre de Jean-Pierre Mocky, Sweet Movie de Dušan Makavejev, La Menace d'Alain Corneau et À nous la victoire de John Huston.
En collaboration avec Lewis Furey, elle signe sept albums en tant que chanteuse. Son premier, Alibis, reprend des titres déjà publiés sur les disques de Furey. Elle donne des concerts-spectacles à Paris dans les salles telles que l'Olympia, le Bataclan, le Théâtre de la Porte St-Martin et le Théâtre Déjazet, et fait plusieurs tournées dans le monde, notamment au Japon, aux États-Unis, au Canada, en France, en Suisse et en Belgique. Pour ses huit vidéos musicales et ses spectacles, elle travaille avec les chorégraphes Edouard Lock de La La La Human Steps, Wim Vandekeybus et Claude Godin.

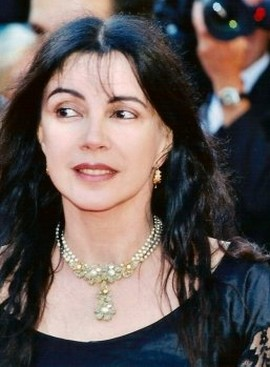
Carole Laure au Festival de Cannes 2002.

En 2001, elle réalise son premier long métrage, Les Fils de Marie, sélectionné, en 2002, à la Semaine de la critique, au Festival de Cannes. En 2003, elle écrit et réalise son deuxième film, CQ2. Il est sélectionné en 2004 à La Semaine de la critique du Festival de Cannes. Son troisième long métrage, La Capture, réalisé en 2006, est présenté au Festival de Locarno en 2007. En 2003, Carole Laure est vice-présidente du jury de la section Un certain regard au Festival de Cannes. Son quatrième long métrage, Love Projet, réalisé en 2014, est présenté au Festival du Nouveau Cinéma et à la "Mostra Internacional de Cinema de Sao Paulo".

## Discographie
- 1978 : Alibis
- 1980 : Fantastica (Bande originale du film éponyme) (Carole Laure/Lewis Furey)
- 1982 : Enregistrement Public au Théâtre de la Porte Saint-Martin (Carole Laure/Lewis Furey)
- 1985 : Night Magic (Bande originale du film) (Carole Laure/Lewis Furey)
- 1989 : Western Shadows
- 1991 : She Says Move On
- 1997 : Sentiments Naturels
- 1999 : Collection Légende

## Filmographie

### Actrice

#### Cinéma
- 1971 : Mon enfance à Montréal de Jean Chabot
- 1971 : Fleur bleue de Larry Kent : Suzanne
- 1972 : Series 4 de Normand Grégoire (court métrage)
- 1972 : IXE-13 de Jacques Godbout : Shaïra
- 1973 : La Mort d'un bûcheron de Gilles Carle : Marie Chapdeleine
- 1973 : Les Corps célestes de Gilles Carle : Rose-Marie
- 1974 : Sweet Movie de Dušan Makavejev : Miss Monde 1984/Miss Canada
- 1975 : La Tête de Normande St-Onge de Gilles Carle : Normande St-Onge
- 1976 : Né pour l'enfer (Die Hinrichtung) de Denis Héroux : Amy
- 1976 : Spécial Magnum (Una Magnum Special per Tony Saitta) de Alberto de Martino : Louise Saitta
- 1976 : L'Eau chaude, l'eau frette d'André Forcier : Amoureuse
- 1977 : L'Ange et la Femme de Gilles Carle : Fabienne
- 1977 : La Menace d'Alain Corneau : Julie Manet
- 1978 : Préparez vos mouchoirs de Bertrand Blier : Solange
- 1978 : La Jument vapeur de Joyce Buñuel : Armelle Bertrand
- 1979 : Au revoir à lundi de Maurice Dugowson : Lucie Leblanc
- 1980 : Fantastica de Gilles Carle : Lorca
- 1981 : Asphalte de Denis Amar : Juliette
- 1981 : Un assassin qui passe de Michel Vianey : Pauline Klein
- 1981 : À nous la victoire (Victory) de John Huston : Renée
- 1981 : Croque la vie de Jean-Charles Tacchella : Thérèse
- 1983 : Maria Chapdelaine de Gilles Carle : Maria Chapdelaine
- 1984 : À mort l'arbitre de Jean-Pierre Mocky : Martine
- 1984 : Stress de Jean-Louis Bertuccelli : Nathalie
- 1984 : Atout Cœur (Heartbreakers) de Bobby Roth : Liliane
- 1984 : Infidélité fatale (The Surrogate) de Don Carmody : Anouk Van Derlin
- 1985 : Night Magic de Lewis Furey : Judy
- 1985 : Drôle de samedi (Cumartesi Cumartesi) de Tunç Okan : Véronique
- 1986 : Sauve-toi, Lola de Michel Drach : Lola
- 1987 : Sweet Country (Γλυκειά πατρίδα) de Michael Cacoyannis : Eva
- 1988 : La Nuit avec Hortense de Jean Chabot : Hortense
- 1989 : Beau fixe sur Cormeilles de Gilles Lacombe (court métrage)
- 1989 : Thank You Satan d'André Farwagi : France Monnier
- 1994 : Elles ne pensent qu'à ça... de Charlotte Dubreuil : Jess
- 2000 : Rats and Rabbits de Lewis Furey : Rita
- 2002 : Primitifs de Vanessa Filho (moyen métrage)
- 2002 : Les Fils de Marie de Carole Laure : Marie
- 2006 : La Belle Bête de Karim Hussain : Louise

#### Télévision
- 1973 : La Porteuse de pain (série télévisée) : Marie Harmant
- 1975 : For the Record (en), épisode A Thousand Moons de Gilles Carle
- 1979 : Inside Out (téléfilm)
- 1988 : Palace (série télévisée) : La cliente à la mouche/Sylvie, la femme du service des rêves
- 1989 : La Vie en couleurs (téléfilm) : Laura
- 1993 : Les Aventures d'Eden River (Flight from Justice) (téléfilm) : Dr. Ann Stephens
- 2017 : Sur-Vie (série télévisée) : Manon Boileau

### Réalisatrice
- 2002 : Les Fils de Marie
- 2004 : CQ2 (Seek You Too)
- 2007 : La Capture
- 2014 : Love Projet

### Scénariste
- 2002 : Les Fils de Marie
- 2004 : CQ2 (Seek You Too)
- 2007 : La Capture
- 2014 : Love Projet

### Productrice
- 2002 : Les Fils de Marie
- 2004 : CQ2 (Seek You Too)
- 2007 : La Capture

## Distinctions

### Gala de l'ADISQ
| Année | Catégorie                                                                        | Pour                                           | Résultat   |
| ----- | -------------------------------------------------------------------------------- | ---------------------------------------------- | ---------- |
| 1979  | disque de l'année / coproduction                                                 | Alibis                                         | nomination |
| 1979  | spectacle de l'année                                                             | Carole Laure et Lewis Furey (avec Lewis Furey) | lauréat    |
| 1982  | artiste s'étant le plus illustré hors-Québec                                     | Carole Laure & Lewis Furey                     | nomination |
| 1982  | spectacle de l'année - musique et chansons                                       | Vous avez dû mentir aussi (avec Lewis Furey)   | nomination |
| 1990  | vidéoclip de l'année                                                             | Danse avant de tomber                          | nomination |
| 1991  | artiste québécois s'étant le plus illustré hors Québec                           | Carole Laure                                   | nomination |
| 1992  | artiste québécois s'étant le plus illustré dans une autre langue que le français | Carole Laure                                   | nomination |
| 1992  | artiste québécois s'étant le plus illustré hors Québec                           | Carole Laure                                   | nomination |
| 1993  | artiste québécois s'étant le plus illustré hors Québec                           | Carole Laure                                   | nomination |
| 1998  | album de l'année - hip hop / techno                                              | Sentiments naturels                            | lauréat    |

### Prix Génie
| Année | Catégorie         | Pour              | Résultat   |
| ----- | ----------------- | ----------------- | ---------- |
| 1984  | meilleure actrice | Maria Chapdelaine | nomination |

### Palmarès du film canadien
| Année | Catégorie         | Pour               | Résultat   |
| ----- | ----------------- | ------------------ | ---------- |
| 1977  | meilleure actrice | L'Ange et la Femme | nomination |

### Autre prix
- Prix Génie - meilleure chanson de film (chanson Angel Eyes - Bande originale de la comédie musicale dans Night Magic de Lewis Furey et Léonard Cohen).
- Grand Prix de l'Académie Charles-Cros en 1989 pour Western Shadows.
- Prix de la meilleure prestation scénique au Festival d'été international de Québec en 1991.
- Grand Rail d'or au Festival de Cannes 2004 pour CQ2 (Tout près du sol).
- Prix du Jury 2004 du 21e Festival International du Film Francophone de Tübingen-Stuttgart (de) (Allemagne) pour CQ2 (Tout près du sol).
- Prix du meilleur film francophone 2008 au 15e Festival International Cinéma et Femme de Guadeloupe (FEMI 2008) pour La Capture.

### Décorations
- Chevalier de l'ordre des Arts et des Lettres en 1992
- Officier de l'ordre du Canada en 2013